# Pyramide de Sainte-Foy
La Pyramide de Sainte-Foy, officiellement nommée Centre Innovation jusqu'en 2013, est un centre commercial situé dans le quartier de la Cité-Universitaire, à Québec, près de l'Université Laval.

## Description
De forme pyramidale, le bâtiment compte 5 niveaux, en incluant un sous-sol. Il contient des établissements de restauration et diverses boutiques au rez-de-chaussée et au sous-sol, ainsi que des bureaux aux étages.
De 1986 à 2019, le cinéma Le Clap était situé dans les locaux de la Pyramide.

## Histoire

### Conception et ouverture
Sa construction s'inscrit dans le développement de la Cité-Universitaire dans les années 1970. En 1972, le promoteur immobilier Rolland Couillard, associé avec ses neveux Jean-Pierre et Claude Ruel, fait l'acquisition d'un terrain appartenant aux Frères des Écoles Chrétiennes. 
Le bâtiment est conçu par les architectes Paul Gauthier, Gilles Guité et Jean-Marie Roy. Le coût du projet est évalué à l'époque autour de 5 millions $. Le choix de la forme pyramidale serait relié à la réglementation municipale et au coût élevé du terrain. 
L'ouverture est initialement prévue à l'automne 1973, mais une pénurie de matériaux cause un report de six mois. Le centre commercial ouvre officiellement ses portes le 4 avril 1974. 

### Évolution

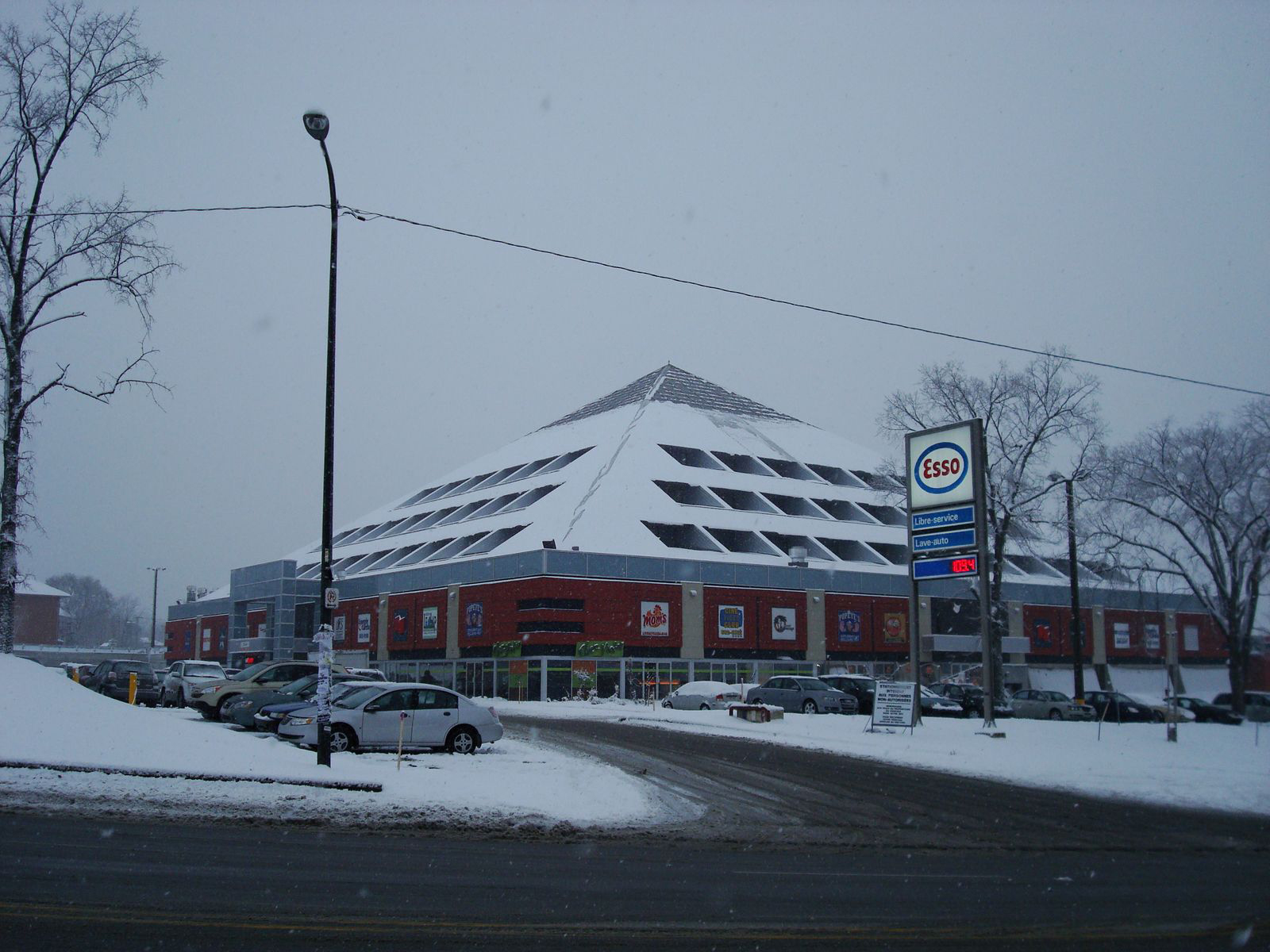
La Pyramide de Sainte-Foy en 2007.

Au tournant du siècle, le centre commercial connaît une désuétude et son taux d'occupation est inférieur à 35%,. En 2002, GCS Développement immobilier en devient le gestionnaire. Le nouveau propriétaire entame une série de rénovations et d'agrandissements. La base de la pyramide est entaillée. 
En 2015, un projet de densification du site promet la construction de six immeubles à vocation commerciale et résidentielle sur les espaces autour de la Pyramide,. Dix ans plus tard, le projet n'est toujours pas mis en branle.